# Jean-Antoine de Baïf
Jean-Antoine de Baïf (Velence, 1532. február 19. – Párizs, 1589. szeptember 19.) francia költő, a Pléiade tagja.

## Élete és munkái
Jean-Antoine de Baïf Velencében született, ahol apja követként szolgált. 1573-ban kiadott versgyűjteményének elején elhelyezett, IX. Károly királyhoz írt levelében ő maga írta le fiatalkorát. Apja a legjobb tanárokat hívta meg hozzá nevelőnek. Végül 1544-ben az ismert humanista, Jean Daurat kezei alá helyezte, akinél a fiatal Baif összebarátkozott Daurat egy másik tanítványával, Pierre de Ronsard-ral. Ronsard felkeltette barátjában a költészet iránti érdeklődést és megismertette vele a francia költészet szabályait. Baif pedig segített Ronsard-nak megtanulni görögül. 
1551-ben jelent meg első költeménye (Tombeau de Marguerite de Valois). Petrarca hatását is mutató szerelmes verseinek ciklusa 1552-ben megjelent, majd a következő versciklusa 1555-ben. 1573-ban kiadatta rímes verseinek gyűjteményét. Három évvel később kiadott új kötete, (Les Mimes, enseignements et proverbes, 1581) nagy tetszést aratott kortársai körében, 1619-ig hat kiadást ért meg. Ennek ellenére a költőnek sok ellensége volt, így művei már a 17. század elejére feledésbe merültek.  
Baïf hagyományos rímes munkái mellett kísérletet tett a francia költészet megreformálására is. A rímes verset a latin és görög prozódia szabályai szerinti időmértékes verseléssel igyekezett felváltani. Reformja részeként 1567-ben hozzáfogott a Zsoltárok időmértékes verselésű fordításához. Újítását a zenének, az éneklésnek rendelte alá. Ugyanakkor a helyesírás egyszerűsítésén is dolgozott, ami szintén összefüggött verstani újításaival. A költészet és a zene ápolására nyújtotta be IX. Károlynak egy társaság alapításának tervezetét, melynek alapszabályát – az egyetem heves tiltakozása ellenére – a király jóváhagyta. 1570-ben megalakulhatott az Académie de musique et de poésie (Zenei és Költészeti Akadémia). IX. Károly és III. Henrik király folyamatos támogatása ellenére azonban az Akadémia 1584-ben megszűnt.
Pierre Ronsard nem fogadta el Pléiade-beli társa kísérletét az időmértékes verselés meghonosítására. „Ronsard nyomán az egész francia költészet hű maradt a hangsúlyos verseléshez.”

## Munkái
- Les amours de Méline (1552)
- Les amours de Francine (1555)
- Les Météores (1567)
- Œuvres de poésies de Baïf (1572-73)
- Passe-Temps (1573)
- Les Mimes, enseignements et proverbes (1581)

### Időmértékes versek
- a Les Étrénes de poézie Franzoęze an vęrs mezurés gyűjtemény (nyomtatásban, 1574)
- két rendbeli zsoltárfordítás és a Chansonnettes című dalgyűjtemény, mindhárom kéziratban.
  - 1567-től 1569 novemberéig készült zsoltárfordításai (68 db); az eredménnyel nem volt elégedett és abbahagyta, majd a fordítást teljesen elölről kezdte
  - az új zsoltárfordítások 150 darabból álló, 1573-ra befejezett gyűjteménye.